# Slumerican Records
Slumerican Records — американський незалежний лейбл, заснований репером Yelawolf. Спеціалізується на виданні музики в жанрі хіп-хоп і тісно співпрацює з гантсвілською (штат Алабама) фірмою звукозапису Slow Motion Soundz.

## Ростер
Виконавці
- Yelawolf
- DJ Paul
- Shawty Fatt[1]
- Ethereal[2]
- Struggle[3]
- Rittz
- Grip Plyaz[4]

Продюсери
- DJ Craze[5]
- DJ Burn One[6]
- Speakerfoxxx[7]

Інші члени команди
- Newport[8]
- J Dirrt[9]

## Дискографія

### Мікстейпи
Ethereal
- ▲ B S T R ▲ C T I C ▲ (2012)

Rittz
- White Jesus: Revival (2012)

Speakerfoxxx
- Dope Girl Anthems (Гост: Gangsta Boo) (2012)

Yelawolf
- Heart of Dixie (Гост: DJ Frank White) (2012)
- Trunk Muzik Returns (2013)
- Black Fall (2013)